# Otto Johan Tandefelt
Otto Johan Tandefelt, född 13 april 1782 på Voipala gård i Sysmä, död i landsflykt, var en svensk och spansk militär, kunskapare och tidvis sjöman som dömdes för sitt deltagande i lynchningen av Axel von Fersen den 20 juni 1810.

## Ungdom
Otto Johan Tandefelt skrevs in 1798 som kadett på Haapaniemi kadettskola, där han vistades i tre år. I väntan på en fänriksvakans tjänade han under åren 1802-1807 som sergeant vid det Jägerhornska regementet i Åbo. Därefter seglade han som matros på kofferdifartyg till Frankrike och Medelhavet. Två dagar innan Ryssland inledde det Finska kriget tog han den 19 februari 1808 värvning som sergeant vid Nylandsbrigaden. Efter de inledande skärmytslingarna deltog han i marschen till Tavastehus och därefter i den sex veckor långa reträtten till Österbotten. Under överste Carl Johan Adlercreutz befäl deltog han i april i slaget vid Siikajoki och i juli i slaget vid Lappo. På hösten övergick han till att verka som en civilklädd kunskapare under namnet Otto Johan Pettersson och som ledare för ett kunskaparnät i Stor-Savolax. Under den tiden blev han två gånger fängslad av ryssarna och begav sig därför efter den svenska kapitulationen i november 1809 så snart som möjligt bort från den erövrade landsdelen.

## Fersenska mordet
Den 13 juni 1810 kom Tandefelt till Stockholm där han omedelbart tog hyra på en båt som var på väg till England. Han upptas i  sjömansrullan för fartyget Stockholm. Kapten Frese har antecknat att Otto Johan Pettersson var 28 år gammal, han hade hyrts för 10 månaders arbete och var född i Tavastehus län. I marginalen har antecknats att hans rätta namn var Tandefelt och att han var arresterad för delaktighet i mord. Kronprins Karl August hade avlidit den 28 maj 1810 i ett slaganfall. Rykten spreds att han hade blivit mördad och att den främst ansvarige var riksmarskalken Axel von Fersen. Vid kronprinsens likprocession den 20 juni 1810 angreps von Fersen av en uppretad folkmassa och misshandlades till döds. Tandefelt har i litteraturen beskyllts för att klädd i sjömanskläder ha hoppat på von Fersens bröstkorg och därmed ha avslutat hans liv. Vid obduktionen konstaterade dock läkarna att inte enskilda skador utan hela misshandeln hade orsakat döden. Den person som hoppade på bröstkorgen var klädd i sjömanskläder men enligt vittnena hade Tandefelt inte sådana på sig. Tandefelts närvaro kan med beaktande av hans bakgrund som kunskapare ändå ha varit ett hemligt uppdrag att följa med vad som skedde. Affären behandlades i lägsta rätt den 20 mars, i hovrätten den 20 augusti och till en del i högsta domstolen den 21 november 1811. Tandefelt kunde inte på grund av sitt nekande dömas för mord men kunde för sitt deltagande i kravallerna förvaras fängslad på Nya Älvsborgs fästning. Där förväntades han erkänna sin skuld till mordet men han gav inte med sig. 

## Landsförvisad

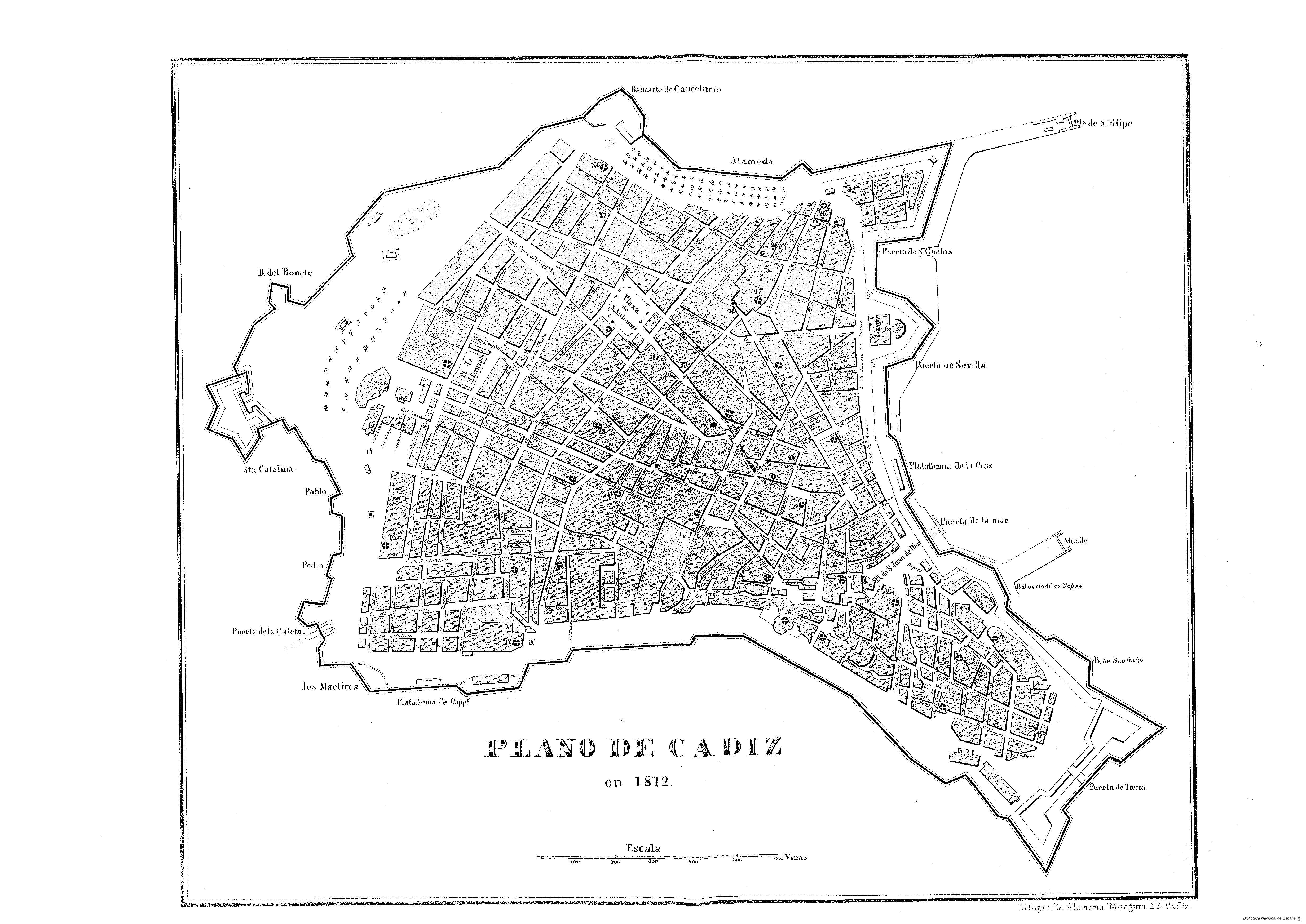
Cádiz år 1812

Troligen genom militär påtryckning ändrade konungen den 20 april 1814 hans dom till landsförvisning och förlust av adelskapet, varför hans tillnamn ändrades till Pettersson. I slutet av maj fördes han till ett fartyg lastat med trävaror och följde med det till Spanien. Han försörjde sig en tid som stuvare i Cádiz och lärde sig spanska. Därefter sökte han sig till miltärtjänst för att utnyttja sina kunskaper bättre. År 1817 återvände han till sina hemtrakter i Finland för att bevaka sina intressen i släktgodsen som hotade att gå till hans halvsyskon. Han återvände till Spanien i september samma år, där han redan hade uppnått officers rang. Han deltog i Rafael del Riegos misslyckade uppror i januari 1820 som avsåg att återinföra 1812 års spanska författning. Kung Ferdinand VII accepterade författningen av rädsla för olika upprorsrörelser. Därmed blev Riego en hjälte och i hans kölvatten befordrades Tandefelt till kapten. En fransk armé tågade i april 1823 in i Spanien för att återinsätta Ferdinand som enväldig monark. Riego ledde den tredje armén mot fransmännen och Tandefelt deltog i fälttåget som slutade i nederlag. Tandefelt avsåg 1825 att resa till Finland över Köpenhamn och Stockholm. I Stockholm var han, som redan hade deltagit i två krig för att motarbeta envälde, i kontakt med gamla vänner som intrigerade för politiska omvälvningar. Han anhölls och förhördes under flera månader och hotades med avrättning. Han räddades till slut av sitt spanska medborgarskap och sitt spanska kaptensbrev. För att undvika diplomatiska problem med Spanien återsändes han till Cádiz. Av tre brev till släktingar från slutet av 1820-talet framgår att han övervägde att emigrera till Amerika och i något skede oroade sig för att drabbas av gula febern. Andra uppgifter om hans senare år saknas. 

## Familj
Vid sitt finlandsbesök år 1817 bodde Tandefelt oftast hos överstelöjtnant Otto Carl von Fieandt på Kyyhkyläniemi rusthåll i S:t Michel. Där gjorde han bekantskap med gårdens hushållerska Maria Kristina Dahlman. Efter en kort kärlekshistoria, som varade tills Tandefelt återvände till Spanien, födde Maria Kristina följande vår en son som fick namnet Gabriel Fredric Dahlman (1818-1875), senare Pettersson efter moderns äkta man.